# PO Enquists pris
P.O. Enquists pris er en skandinavisk litteraturpris, som blev indstiftet af forfatteren Per Olov Enquists svenske forlag, Norstedts Förlag, hans udenlandske forlag og bogmessen Bok och Bibliotek i Göteborg på forfatterens 70-årsdag i 2004. Den uddeles årligt til "en yngre forfatter på vej ud i Europa" med stor vægt på forfatterens seneste udgivelse. Mange prisvinderne er efter modtagelsen udkommet på flere sprog. Prissummen er på 5000 euro.  
Fra 2010 består juryen af forlæggere fra Norstedts i Sverige, Gyldendal i Norge og Rosinante & Co i Danmark.

## Prisvindere
- 2005 – Juli Zeh (Tyskland)
- 2006 – Jonas Hassen Khemiri (Sverige)
- 2007 – Trude Marstein (Norge)
- 2008 – Daniel Kehlmann (Tyskland)
- 2009 – Helle Helle (Danmark)
- 2010 – Jonas T. Bengtsson (Danmark)
- 2011 – Jón Kalman Stefánsson (Island)
- 2012 – Mara Lee (Sverige)
- 2013 – Ingvild H. Rishøi (Norge)
- 2014 – Dorthe Nors (Danmark)
- 2015 – Karolina Ramqvist (Sverige)
- 2016 – Lars Petter Sveen (Norge)
- 2017 – Johannes Anyuru (Sverige)
- 2018 – Caroline Albertine Minor (Danmark)[1]
- 2019 – Amanda Svensson (Sverige)[2]
- 2020 – Asta Olivia Nordenhof (Danmark)[3]
- 2021 – Jan Grue (Norge)